# El Alcázar (Misiones)

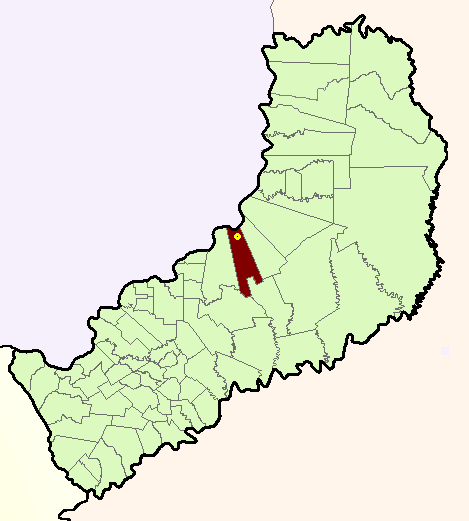
Área del municipio de El Alcázar en la Provincia de Misiones.

El Alcázar es un municipio argentino de la provincia de Misiones, ubicado dentro del departamento Libertador General San Martín.
Se halla a una latitud de 26° 44' Sur y a una longitud de 54° 46' Oeste.
El municipio cuenta con una población de 5.297 habitantes, según el censo del año 2010 (INDEC).
A comienzos del siglo XX estas tierras eran propiedad del español Pedro Núñez, quien tenía en el lugar un embarcadero en el denominado —en ese entonces— Puerto Paranay para embarcar la producción primaria de sus tierras (madera y yerba mate). Cuando decae esta producción, Núñez decidió lotear estas tierras y formar un nuevo poblado, al cual puso de nombre El Alcázar en honor a las edificaciones similares: alcázar, castillo común en España.
Los primeros años de aislamiento se vieron solucionados con la traza de la ruta Nacional N.º 12, aunque su posterior rectificación hizo que pasase a unos kilómetros del núcleo urbano, lo cual volvió a limitar el desarrollo. A comienzos del siglo XXI fue asfaltada la ex ruta Provincial N.º 211, la cual atraviesa El Alcázar y la comunica con la localidad de Dos de Mayo, en el centro de la provincia.

## La pavimentación de la ruta provincial 11: un hito para el desarrollo regional[2]
En enero de 2005 se concretó una obra fundamental para la conectividad y el desarrollo del centro de Misiones: la pavimentación de la ruta provincial 11 (ex 211), que une las localidades de El Alcázar y Dos de Mayo. La inauguración oficial se realizó el viernes 14 de enero a las 17:30 horas, en un acto encabezado por el entonces gobernador de Misiones, Carlos Eduardo Rovira.
Participaron también autoridades provinciales como el presidente de Vialidad, Orlando Franco, el ministro de Salud Pública, José Guccione, y los intendentes de El Alcázar, Nelson Jorge Hartwig, y de Dos de Mayo, José Luis Garay, además de otros jefes comunales y representantes del sector productivo de la región.
La ruta, de 46 kilómetros de extensión, atraviesa la zona centro de Misiones, en el Alto Paraná, y cumple un papel clave como vía transversal que conecta las dos redes troncales de la provincia: las rutas nacionales 12 y 14. Su asfaltado permitió descongestionar el tránsito pesado proveniente del norte por la ruta 12, que en El Alcázar se desvía hacia la 14.
Además de su valor estratégico, la obra incluyó la pavimentación de una avenida de doble mano con cantero central y senda peatonal dentro del área urbana de El Alcázar, mejorando el vínculo entre la localidad y la ruta nacional 12.
La región beneficiada, caracterizada por su actividad foresto-industrial, agrícola y ganadera, encontró en esta infraestructura una herramienta clave para potenciar la producción y el acceso a los mercados. En ese marco, también se entregaron carnés del Seguro de Salud y se lanzó el plan provincial “Misiones se nutre”.
La pavimentación de la ruta 11 marcó un antes y un después para El Alcázar y el centro misionero, integrando zonas productivas, mejorando la calidad de vida de los habitantes y fortaleciendo la infraestructura vial de la provincia.

## Parroquias de la Iglesia católica en El Alcázar
| Diócesis  | Puerto Iguazú                  |
| --------- | ------------------------------ |
| Parroquia | Inmaculada Concepción de María |